# Franco Donatoni
Franco Donatoni, né le 9 juin 1927 à Vérone et mort le 17 août 2000 à Milan, est un compositeur d'avant-garde italien et un pédagogue.

## Biographie

### Études
À l’âge de 7 ans, Franco Donatoni commence l’étude du violon qu’il complète par la suite avec des études en composition au Lycée musical de Vérone, puis au conservatoire Giuseppe Verdi de Milan et au conservatoire Giovanni Battista Martini de Bologne sous la tutelle de Piero Bottagisio, Ettore Desderi (en) et Lino Liviabella.
Il effectue un perfectionnement à l’Accademia nazionale di Santa Cecilia à Rome avec Ildebrando Pizzetti. À Rome, il fréquente Goffredo Petrassi, lequel, quoique non officiellement professeur, est un conseil et une aide pour Donatoni, le stimulant à continuer une carrière de compositeur. C’est Petrassi, en qualité de jury du concours de composition de Radio Luxembourg en 1952, qui crée le Concertino pour archi, pour huit solistes et timbales. C’est le point de départ d’une lancée sur la scène internationale.
Au milieu des années 1950, sur les conseils de Bruno Maderna (qu’il a rencontré à Vérone), il se rend aux cours de Darmstadt.

### Enseignement
Dès 1953 Franco Donatoni devient professeur de composition aux conservatoires de Bologne, Turin et Milan. Dans le même temps il est désigné professeur à l'Accademia nazionale di Santa Cecilia à Rome et près l'Accademia Chigiana de Sienne. Il occupe encore le poste de professeur auprès de la Faculté des Lettres de l'université de Bologne. Sa réputation internationale s’affirme par des séminaires partout en Europe, Amérique et Australie.
En une quarantaine d’années d'enseignement, Franco Donatoni a formé une importante génération de jeunes compositeurs réputés tels que Stefano Bellon, Pascal Dusapin, Roberto Carnevale (en), Luca Cori, Matteo D'Amico, Armando Gentilucci, Sandro Gorli, Magnus Lindberg, Claudio Scannavini, Giulio Castagnoli, Giorgio Magnanensi, Luigi Manfrin], Luca Mosca, Riccardo Piacentini (en), Victor Rasgado (en),Fausto Romitelli, Esa-Pekka Salonen, Aurelio Samorì, Piero Niro, Giuseppe Sinopoli, Alessandro Solbiati, Pierre Kolp, Javier Torres Maldonado, Juan Trigos (en), Giovanni Verrando, Tristan.Patrice Challulau, etc.

### Les écrits
Avec Questo (Adelphi, 1970), Franco Donatoni applique (sur un texte qui présente des particularités formelles très singulières), sur l’écriture les mêmes traitements que ceux qu’il utilise sur le matériel sonore. Et avec Antecedente X (1980), sous-titré, « Sur les difficultés de composer », l’auteur discourt sur les origines obscures de l’acte compositionnel. En 1982, sort Il sigaro di Armando, qui récolte des écrits variés sur la musique (pas seulement sur la composition) et qui inclut un entretien avec lui-même. In-oltre (1988) récolte les présentations des créations du compositeur.

### Les ultimes années
D’une santé fragile (depuis sa jeunesse il souffre de dépression nerveuse qui l’oblige à interrompre fréquemment son travail pour suivre des thérapies), Franco Donatoni souffre du diabète, depuis les années 1980. En 1998, il subit une attaque cérébrale, ce qui le handicape. Un second ictus, survenu en 2000, l’emporte. La cérémonie funèbre a lieu au conservatoire de Milan (durant laquelle est exécutée Cinis, sorte de requiem laïc composé en 1988).

## Prix et distinctions
Parmi les nombreuses marques de reconnaissance que Franco Donatoni a reçues :
- Le Prix SIMC (Società Internazionale pour la Musica Contemporanea) en 1961 ;
- Le Prix Marzotto en 1966 ;
- Le Koussevitzky Award en 1968 pour Orts ;
- Le Prix Janni Psacaropulo en 1979 pour Spiri.

En 1985, il est promu commandeur dans l'Ordre des Arts et des Lettres par le ministère de la Culture de France.

## La musique

### Généralités
Les œuvres de Franco Donatoni sont jouées mondialement par, entre autres, (Claudio Abbado, Salvatore Accardo, Claudia Antonelli, Irvine Arditti, Dino Asciolla (en), Pierre Boulez, Elisabeth Chojnacka, Dorothy Dorow (en), Ensemble 2e2m, Ensemble intercontemporain, Lothar Faber, Severino Gazzelloni, Bruno Giuranna, Les Percussions de Strasbourg, Nieuw Ensemble, Bruno Maderna, Alain Meunier, Esa-Pekka Salonen, Dora Filippone, Black Jackets Company).
Souvent primées, elles sont éditées chez Schott Musik International (Magonza-Londres), Boosey & Hawkes (Londres), Suvini Zerboni (en) Milan et Ricordi (Milan).
Franco Donatoni arrive à sa maturité artistique assez tard, vers cinquante ans et marque le courant du structuralisme sériel. À partir de la fin des années 1970, son écriture développe une originalité et une extraordinaire facture.

### Les périodes
La musique de Donatoni peut se reconnaître selon les époques de composition :
- néo-classicisme sous l’influence notable de Béla Bartók et Goffredo Petrassi jusque 1953-1954 ;
- sérialisme sous l’influence de Bruno Maderna jusqu’aux années 1960 ;
- aléatoire ou selon les propres paroles de Donatoni Indéterminisme[2].

Après ces phases dans la composition de Donatoni, celui-ci a pris plusieurs pauses dans son travail. En effet, durant l'année 1965, le compositeur ne produisit aucune œuvre.
À la fin des années 1960, le compositeur peaufine l’indétermination par une combinatoire automatisée (ou mécanique) qui marque une déresponsabilisation de l’acte de composer.
- Négativiste déjà dans les œuvres des années 1960 et affirmé en 1970. Le compositeur s’intéresse aux potentiels de la décomposition et le porte à désacraliser totalement l’acteur créateur par une dissociation radicale entre le matériel et le geste. Durant cette période, l’une des plus riches, les influences de la littérature sont notables (Franz Kafka, Gustav Meyrink, Heinrich von Kleist, Robert Walser et Marguerite Yourcenar).

### La composition comme exercice ludique
Milieu des années 1970, Donatoni crée ce qu’il appelle l'esercizio ludico dell'invenzione (l’exercice ludique de l’invention), un processus (donc un rapport positiviste à l’écriture) qui porte Donatoni à produire un répertoire impressionnant d’œuvres et qui trouve un écho retentissant sur la scène internationale avec les premières pièces de cette longue période comme Ash (1976), Toy et Spiri (1977).
Le matériel de composition est minimaliste. Il utilise principalement le traitement combinatoire de la transmutation et de la permutation par l’utilisation d’un code automatisé que l’auteur décrit comme la croissance d’une cellule vers un organisme vivant.
À partir des années 1980, l’auteur retourne vers la musique vocale (L'ultima sera 1980, In cauda pour chœur et orchestre, 1986, Madrigale 1991, sur les textes de Elsa Morante). Comme dans d’autres œuvres, l’influence (surtout au niveau rythmique) du jazz est à souligner (Hot 1989, Sweet Basil 1993).

### Le théâtre
En 1984 Atem, représentée à la Scala de Milan, revoit le rapport entre sujet et composition, créant un spectacle sans trame, l’effet spectaculaire étant à chercher dans la visualisation de la musique. Selon les termes de l’auteur : « il s’agit d’un mariage blanc entre l’opéra lyrique et moi ».
En 1995 Donatoni récidive avec Alfred, Alfred, opéra comique, sur ses propres textes et représenté au Festival Musica de Strasbourg, puis peu après à Paris et en Italie. Cette fois, l’exercice est un succès. Le protagoniste est le compositeur lui-même, dans un lit de chambre d’hôpital, qui assiste en silence, à la suite d'une crise diabétique à une succession d’événements surréalistes qui posent une réflexion sur la vie.

## Œuvres

### Années 1950: néoclassicisme
1950
- Quartetto I pour quatuor à cordes

1951
- Concerto pour orchestre
- Il libro dei Sette Sigilli cantate
- Recitativo e allegro pour violon et piano

1952
- Concertino pour 2 cors, 2 trompettes, 2 trombones, 4 timbales et cordes
- Concerto pour basson et orchestre
- Sonata pour alto solo

1953
- Ouverture pour orchestre de chambre

### Années 1950: sérialisme
- Sinfonia pour orchestre à cordes

1954
- Cinque pezzi pour 2 pianos
- Divertimento pour violon et ensemble

1955
- Musica pour orchestre de chambre
- Composizione in quattro movimenti pour piano

1957
- La lampara ballet
- Tre improvvisazioni pour piano

1958
- Quartetto II pour quatuor à cordes

1959
- Movimento pour clavecin, piano et 9 instruments
- Serenata pour voix de femmes et 16 instruments, textes de Dylan Thomas
- Strophes pour orchestre

### Années 1960: indéterminisme / négationniste
1960
- For Grilly "Improvisazione perr sette" pour 7 interprètes
- Sezioni "Invention pour orchestre"

1961
- Doubles pour clavecin
- Puppenspiel I "Studi per una musica di scena" pour orchestre
- Quartetto III pour bande à quatre pistes

1962
- Per orchestra

1963
- Quartetto IV (Zrcadlo) pour quatuor à cordes

1964
- Asar pour 10 instruments à cordes
- Babai pour clavecin
- Black and white pour 37 instruments à cordes

1965
- Divertimento II pour instruments à cordes

1966
- Puppenspiel II pour flûte et orchestre

1967
- Etwas ruhiger im Ausdruck pour flûte, clarinette, violon, violoncelle et piano
- Souvenir "Kammersymphonie op. 18" pour 15 instruments

1968
- Black and white II "Esercizi pour le dieci dita" pour instruments à clavier

1969
- Estratto pour piano
- Orts "Souvenir n. 2" pour 14 instruments et lecteur ad libitum
- Solo pour orchestre d'instruments à cordes

1970
- Doubles II pour orchestre
- To Earle pour orchestre de chambre
- Secondo estratto pour harpe, clavecin et piano

1971
- To Earle two pour orchestre

1972
- Lied pour 13 instruments

1973
- Jeux pour deux pour clavecin et positif
- Voci - Orchesterübung pour orchestre

1974
- Espressivo pour Hautbois et orchestre
- Quarto estratto pour 8 instruments

1975
- Duetto pour clavecin
- Duo pour Bruno pour orchestra
- Lumen pour 6 instruments
- Terzo estratto pour piano et 8 instruments

### Années 1980:invenzione
1976
- Ash pour 8 instruments
- Musette pour Lothar pour musette

1977
- Algo pour guitare
- Ali pour alto
- Diario 76 pour 4 trompettes et 4 trombones
- Portrait pour clavecin et orchestre
- Spiri pour 10 instruments
- Toy pour 2 violons, alto et clavecin

1978
- Arie pour voix de femmes et orchestre, textes de Omar Khayyam, Renato Maestri, Fray Luis de León, Tiziana Fumagalli, Hafiz
- De Près pour voix de femmes, 2 piccolos et 3 violons
- Ed insieme bussarono pour voix de femmes et piano

1979
- About… pour violon, alto et guitare
- Argot pour violon
- Marches pour harpe
- Nidi pour piccolo

1980
- Clair pour clarinette
- L'ultima sera pour voix de femmes et 5 instruments, texte de Fernando Pessoa
- Le ruisseau sur l'escalier pour violoncelle et 19 exécutants
- The heart's eye pour quatuor à cordes

1981
- Fili pour flûte et piano
- Small pour piccolo, clarinette et harpe
- Tema pour 12 instruments

1982
- Feria pour 5 flûtes, 5 trompettes et orgue
- Lame pour violoncelle
- In cauda (in tre tempi) pour chœur et orchestre

1983
- Abyss pour voix graves de femmes, flûte basse et 10 instruments, texte de Susan Park
- Ala pour violoncelle et contrebasse
- Alamari pour violoncelle, contrebasse et piano
- Diario '83 pour 4 trompettes, 4 trombones et orchestre
- Lem pour contrebasse
- Rima pour piano
- She pour 3 sopranos et 6 instruments, texte de Susan Park
- Sinfonia op. 63 "Anton Webern" pour orchestre de chambre
- Françoise Variationen pour piano

1984
- Atem, opéra in due tempi e un intermezzo, textes de Brandolino d'Adda, Tiziana Fumagalli, Renato Maestri et Susan Park
- Cadeau pour 11 exécutants
- Darkness pour 6 percussions
- Ombra pour clarinette contrebasse
- Ronda pour violon, alto, violoncelle et piano

1985
- Omar pour vibraphone
- Sestetto pour 2 violons, 2 altos et 2 violoncelles
- Still pour soprano leggero et 6 instruments
- Eco pour orchestra de chambre

1986
- Arpège pour 6 instruments
- Refrain pour 8 instruments

1987
- Ave pour piccolo, glockenspiel et célesta
- Flag pour 13 instruments
- O si ride pour 12 voix, texte de Brandolino Brandolini D'Adda

1988
- A Françoise pour piano
- Cinis pour voix de femmes et clarinette basse, texte de Gaio Licinio Calvo
- La souris sans sourire pour quatuor à cordes
- Short pour trompette en Do
- Cloches pour 2 pianos, 8 instruments à vent et 2 percussions

1989
- Blow pour quintette d’instruments à vent
- Ciglio pour violon
- Frain pour 8 instruments
- Hot pour saxophone et 6 exécutants
- Midi pour flûte
- Soft pour clarinette basse

### Années 1990: l'ultime décennie
1990
- Ase (Algo II) pour voix de femmes et guitare
- Bok pour clarinette basse et marimba
- Chantal pour harpe soliste, flûte, clarinette et quatuor à cordes
- Cloches II pour 2 pianos
- Het pour flûte, clarinette basse et piano
- Holly pour 16 instruments
- Marches II pour harpe soliste, 3 voix de femmes ad libitum, 15 instruments
- Rasch pour 4 saxophones
- Spice (Ronda n. 2) pour violon/alto, clarinettes, violoncelle et piano

1991
- Cloches III pour 2 pianistes et 2 percussions
- Madrigale pour 4 chœur de voix blanche et 4 percussions, texte d'Elsa Morante
- Refrain II pour 11 exécutants

1992
- Aahiel pour Mezzo-soprano, clarinette, vibraphone, marimba et piano, texte anonyme
- An Angel within my Heart pour voix de femmes, 2 clarinettes et trio à cordes, texte de Susan Park
- Concerto grosso pour orchestre et 5 synthétiseurs
- Feria II pour orgue
- Feria III pour orgue
- Jay pour piano, 2 trompettes, 3 cors et 2 trombones
- Late in the day (Ronda n. 3) pour soprano, flûte, clarinette et piano, texte de Michael Riviere
- Mari pour marimba
- Mari II pour 4 marimba
- Nidi II pour flûte à bec
- Scaglie pour trombone
- Sincronie pour piano et violoncelle soliste
- Sweet pour Flûte à bec

1993
- Algo II pour 2 guitares
- Ciglio II pour violon e flûte
- Concertino II pour 5 synthétiseurs
- Refrain III pour 14 exécutants
- Small II pour flûte, alto et harpe
- Sweet Basil pour trombone et big band
- In cauda II pour orchestre

1994
- Ciglio III pour violon et piano
- Flans pour soprano coloratura et 9 instruments, texte de François Villon
- Portal pour clarinette en Sib, clarinette basse, clarinette piccolo en Mib et orchestre
- Puppenspiel III pour piccolo, 2 flûtes et 14 exécutants
- Serenata II pour 5 instruments
- Sincronie II pour violoncelle, piano et 7 instruments

1995
- Alfred, Alfred, opéra comique, texte du compositeur
- Algo III pour guitare et 23 exécutants
- Cinis II pour clarinette basse, marimba et percussion
- Duetto II pour 2 violons
- Fanfara pour ottoni et tambour napoléon
- Incisi pour Hautbois
- Luci pour flûte en sol
- Rasch II pour 4 saxophones, vibraphone, marimba, percussions et piano
- Triplum pour flûte, hautbois et clarinette

1996
- Algo IV pour 13 instruments
- In cauda III pour orchestre
- Lame II pour 8 violoncelles
- Lem II pour contrebasse et 15 instruments
- Luci II pour basson et cor
- Refrain IV pour 8 instruments
- Till pour cor

1997
- Al pour mandoline, mandole et guitare
- Che pour tuba
- Feria IV pour accordéon
- Luci III pour quatuor à cordes
- Tell pour cor anglais

1998
- Cerocchi 70 pour clarinette, violoncelle et piano
- Elly pour clarinette, violoncelle et piano
- Fire (In cauda IV) pour 4 voix de femmes et orchestre, texte de Jack Beeching
- Poll pour 13 exécutants

1999
- Clair II pour clarinette
- Prom pour orchestre

2000
- ESA (In cauda V) pour orchestre

## Discographie
- Franco Donatoni (disco monografico) Gruppo Musica Insieme di Cremona, soprano Luisa Castellani, direction Andrea Molino, CD Fono
- Franco Donatoni - Ensemble 2E2M Vol. 1° (disco monografico) Ensemble 2e2m, direction Paul Méfano, CD Adda
- Franco Donatoni - Ensemble 2E2M Vol. 2° (disco monografico) Ensemble 2e2m, direction Paul Méfano, CD Adda
- Franco Donatoni (disco monografico) orchestra CARME, direction Guido Guida, CD Ricordi
- Franco Donatoni (disco monografico) Kölner Rundfunk Sinfonie-Orchester e Rundfunkchor - Orchestre philharmonique de Radio France, direction Arturo Tamayo, CD Stradivarius
- Franco Donatoni (disco monografico) Ensemble Alternance, violoncelliste Alain Meunier, clarinette contrebasse Armand Angster, direction Luca Pfaff, CD Harmonic Records
- Franco Donatoni (disco monografico) Nieuw Ensemble, soprano Dorothy Dorow (en), direction Ed Spanjaard, CD Etcetera Records
- Franco Donatoni (disco monografico) Ensemble Fa, direction Dominique My, CD Una Corda/Accord
- Franco Donatoni Demoé Pourcussion Ensemble, direction Daniele Vineis, CD Stradivarius
- Franco Donatoni (disco monografico) pianista M.I. De Carli, pianiste M. Bodini, CD Stradivarius